# Eupithecia persimulata
Eupithecia persimulata là một loài bướm đêm trong họ Geometridae.